# Miguel Domanski Mayor
Miguel Domanski Mayor (Alacant, 1813 - 1888) fou un polític alacantí, alcalde d'Alacant durant el Sexenni Democràtic. Era fill de l'aristòcrata polonès establert a Alacant Alberto Domanski Zaborowski i de la valenciana Vicenta Mayor. Gràcies a les influències del seu pare ingressà a la Guàrdia de Corps d'Isabel II d'Espanya i després al Cos de Carrabiners, amb el que el 1853 assolí el grau de capità. Fou destinat a València, les Balears i en 1858 a San Roque (Cadis), on es va casar. El 1865 fou destinat a Alacant amb el grau de comandant. Va donar suport la revolució de 1868 i fou ascendit a tinent coronel. Després del cop d'estat del general Pavía fou nomenat alcalde d'Alacant el febrer de 1874 en representació del Partit Monàrquic Constitucional. Durant el seu mandat va restablir el romiatge de Santa Faç. Fou destituït en juny de 1874. Posteriorment es va unir al Partit Liberal i fou diputat de la Diputació d'Alacant en 1875 pel districte de la Vila Joiosa i en 1878 pel de Callosa d'en Sarrià.